# Gottlob Krause
Gottlob Adolf Krause (* 5. Januar 1850 in Ockrilla bei Meißen; † 19. Februar 1938 in Zürich) war ein deutscher Afrikaforscher.

## Leben
Gottlob Krause besuchte die Thomasschule in Leipzig, die er aus Begeisterung für die Erforschung Afrikas verließ, landete in Tripolis und fand 1869 einen Dienst als Hundepfleger bei der Afrikaforscherin Alexine Tinne, kehrte aber noch vor der Ermordung derselben durch die Tuareg  (1. August 1869) nach Europa zurück, weil seine Arbeitgeberin ihn nach dem Tode ihres Lieblingshundes entlassen hatte.
1878 erhielt er eine Unterstützung der Afrikanischen Gesellschaft in Deutschland, um nach Wadai zu gehen, bereiste aber nur Tripolis, wo er sich bis 1880 mit sprachlichen Studien beschäftigte.
Anfang 1884 verließ er Europa abermals, um im Auftrag des Naturforschers Emil Riebeck die Gebiete des Niger, Benue und Tschad zu erforschen. Diese Expedition kam aber infolge des frühzeitigen Todes Riebecks nicht zustande, und Krause nahm nun den Wasserweg östlich von Lagos bis Mahin im Nigergebiet auf, was er daraufhin auch bereiste.
Im Mai 1886 begann Krause von Accra eine Reise in den Norden, fuhr den Volta aufwärts bis Kete Krachi, ging von dort zu dem großen Handels- und Umschlagplatz Salaga, um durch Erforschung des östlich gelegenen Hinterlandes des Togogebiets eine Verbindung zwischen diesem und Salaga herzustellen, und brach dann nach Timbuktu auf. September/Oktober 1886 besuchte er als erster Europäer Ouagadougou, das damalige Königreich der Mossi und die heutige Hauptstadt von Burkina Faso. Von dort aus durchquerte er das Reich Yatenga und erreichte über Douentza den Ort Bandiagara im heutigen Mali. Auf dem Rückweg nach Accra, wo er schließlich im September 1887 ankam, besuchte er erneut Ouagadougou und Salaga.
Krauses wissenschaftliche Schwerpunkte, zu denen er auch hauptsächlich publizierte, waren Afrikanische Sprachen, von denen er Hausa fließend beherrschte, und die Meteorologie.
Da Krause rein wissenschaftlich zu arbeiten bevorzugte und nicht den kolonialpolitischen Zielen der deutschen und englischen Regierungen dienen wollte, geriet er öfters in Schwierigkeiten. Eine bemerkenswerte, von ihm in Salaga erworbene und systematisch beschriebene Sammlung von 1700 westafrikanischen Alltagsgegenständen, darunter Körbe, fand 1889 keine Belangstellung von deutschen Museen. Nur das Leidener Museum für Völkerkunde war interessiert. Viele seiner anderen wissenschaftlichen Notizen wurden mangels Belangstellung nach dem Tode des ganz heruntergekommenen Krause einfach als Müll vernichtet.

## Schriften
- Ein Beitrag zur Kenntnis der fulischen Sprache in Afrika. In: Mitteilungen der Riebeckschen Nigerexpedition. (1884)
- Proben der Sprache von Ghat in der Sahara. (Leipzig 1884).
- Die Musuksprache in Centralafrika. In: Veröffentlichungen der Wiener Akademie. Wien (1886)
- Beitrag zur Kenntnis des Klimas von Salaga, Togo und der Goldküste. Abhandlungen der Kaiserlichen Leopoldinisch-Carolinischen Deutschen Akademie der Naturforscher (Halle/Saale), 93 (3) (1910) S. 193–472 (= Nebentitel von Nova acta Academiae Caesareae Leopoldino-Carolinae Germanicae Naturae Curiosoru).